# Norsk Telegrambyrå
Fondée en 1867 à Oslo, la coopérative de quotidiens Norsk Telegrambyrå (NTB), basée en Norvège, fut la première Agence de presse d'un pays où le taux de pénétration de la presse dans les foyers est resté l'un des plus élevés au monde.

## Histoire
L'Agence Continentale allemande participa avec l'Agence de presse Ritzaus, danoise, à la constitution de l'Agence Svenska Telegrambyran en Suède, puis, la même année à celle de la Norsk Telegrambyra en Norvège, car ces pays étaient devenus son « territoire », plus que celui de la britannique Reuters. 
L'année précédente, Eric Nikolai Ritzau, jeune journaliste au sein de la rédaction du Danish National Journal de Copenhague en tant que reporter pour les affaires politiques et parlementaires, avait organisé la réception et la transmission de télégrammes de l'étranger. En février 1866, il fonde le "Nordic", ou "Bureau central des télégrammes", bientôt appelée Agence Ritzaus. 
Une quatrième agence nordique, la "Finska Telegrambyra", sera créée en Finlande en association avec les Russes, beaucoup plus tard, en 1887, tandis qu'un accord de coopération mutuelle lie les quatre agences nordiques, deux ans plus tard en 1889.